# G. P. Mix
Gainford P. „G. P.“ Mix (* 15. Oktober 1876 in Grand Island, Nebraska; † 28. Juni 1944 in Moscow, Idaho) war ein US-amerikanischer Politiker. Zwischen 1931 und 1933 sowie nochmals von 1935 bis 1937 war er Vizegouverneur des Bundesstaates Idaho.

## Werdegang
Um das Jahr 1880 kam G. P. Mix nach Idaho. Später absolvierte er die landwirtschaftliche Fakultät der University of Idaho. Während seiner Studienzeit war er dort auch Baseballspieler. Später wurde er Farmer und Unternehmer. Politisch schloss er sich der Demokratischen Partei an. 1931 wurde er an der Seite von Ben Ross zum Vizegouverneur von Idaho gewählt. Diesen Posten bekleidete er zwischen dem 5. Januar 1931 und dem 2. Januar 1933. Dabei war er Stellvertreter des Gouverneurs und Vorsitzender des Staatssenats.
Im Jahr 1932 verzichtete Mix auf eine weitere Kandidatur. Stattdessen trat er erfolglos in der Primary seiner Partei für die Wahlen zum US-Senat an. 1934 wurde er erneut zum Vizegouverneur seines Staates gewählt. Dieses Amt übte er zwischen dem 7. Januar 1935 und dem 3. Januar 1937 aus. Er starb am 28. Juni 1944 in Moscow.